# Mohammad Azarhazin
Mohammad Azarhazin (pers. محمد آذر حزین; ur. 8 stycznia 1951) – irański bokser, olimpijczyk.
Wystartował w wadze lekkośredniej na Letnich Igrzyskach Olimpijskich 1976. W pierwszej rundzie wygrał na punkty z Austriakiem Franzem Dorferem (4–1). W kolejnej fazie zawodów przegrał jednogłośnie na punkty z Tadiją Kačarem z Jugosławii, który zdobył na tych zawodach srebro.